# 浏览器-服务器架构
浏览器-服务器架构（Browser-Server Model, 简称 B/S 架构），是相对于客户端-服务器架构（C/S 架构）的一种网络架构模式。其主要特点是客户端无需安装专用软件，仅需通过浏览器即可访问应用程序。浏览器通过 HTTP、HTTPS 等协议与 Web 服务器交互，而 Web 服务器再与后端数据库进行数据通信。这种架构的特点使其具有跨平台工作的能力和较高的灵活性。

### B/S 架构的优点
1. 客户端维护成本低：  用户只需使用通用的浏览器（如 Chrome、Edge、Safari 等），无需额外安装和维护专用客户端软件，降低了部署和升级的复杂性。
2. 跨平台兼容性强：  由于浏览器运行于不同操作系统上（如 Windows、macOS、Linux），B/S 架构的应用程序可以在多个平台上正常运行，只需服务器端适配即可。
3. 易于集中管理：  应用的核心逻辑和数据处理均集中在服务器端，便于统一管理和维护，也便于快速升级系统功能。
4. 支持分布式架构：  可以通过服务器集群、负载均衡等技术扩展性能，并适应大规模用户并发访问。

### B/S 架构的局限性
1. 对服务器性能要求高：  由于大部分计算和数据处理工作集中在服务器端，服务器需要具备较强的计算能力和扩展能力，特别是在高并发场景下。
2. 依赖网络连接：  客户端与服务器之间的交互依赖网络，如果网络不稳定，可能影响用户体验。
3. 灵活性不如 C/S 架构：  某些场景下，C/S 架构可以针对特定需求设计高效的本地应用程序，而 B/S 架构则可能受限于浏览器的功能和性能。

### 服务器端组件
服务器端通常使用高性能计算机，并安装必要的软件和数据库系统以支撑业务逻辑和数据存储需求。例如：
- 数据库系统：Oracle Database[1]、DB2、MySQL、PostgreSQL 等。
- 应用服务器：Tomcat、Nginx、Apache、IIS 等。

这些组件共同协作，处理客户端请求并返回结果。
1. ↑  . www.oracle.com.   [2025-01-13] （美国英语）.